# Narreklumpfisk
Narreklumpfisk eller Mola tecta tilhører familien Molidae og slægten Mola. Narreklumpfisken er tæt relateret til den mere kendte klumpfisk (Mola mola).
Det latinske ord "tecta" betyder skjult. Ordet "skjult" blev valgt for til dens navn, da fisken har "gemt" sig blandt andre arter af klumpfisk i lang tid og er den blev opdaget første gang i 2015.
Narreklumpfisken blev opdaget første gang på en strand nær Christchurch, New Zealand, i 2015, den er den første nye art opdaget i 130 år. Mola tecta findes mest på den sydlige halvkugle i tempererede egne i havet nær Australien, New Zealand, sydlige Chile og Sydafrika.
Narreklumpfisken blev første gang beskrevet af Marianne Nyegaard, en marinevidenskabsperson som forskede i klumpfisk i hendes PhD.